# Nová Ves (Zaječov)
Nová Ves je vesnice, část obce Zaječov v okrese Beroun ve Středočeském kraji. Nachází se na jih od Zaječova, se kterým již prakticky splývá. Vesnicí prochází Mourový potok.

## Historie
První písemná zmínka o vesnici pochází z roku 1591.

## Obyvatelstvo
| Rok            | 1869 | 1880 | 1890 | 1900 | 1910 | 1921 | 1930 | 1950 | 1961 | 1970 | 1980 | 1991 | 2001 | 2011 | 2021 |
| -------------- | ---- | ---- | ---- | ---- | ---- | ---- | ---- | ---- | ---- | ---- | ---- | ---- | ---- | ---- | ---- |
| Počet obyvatel | 381  | 382  | 394  | 414  | 365  | 330  | 244  | 168  | 202  | 153  | 153  | 189  | 212  | 210  | 211  |
| Počet domů     | 36   | 39   | 44   | 41   | 41   | 42   | 43   | 46   | 46   | 41   | 42   | 62   | 70   | 75   | 79   |

## Další fotografie

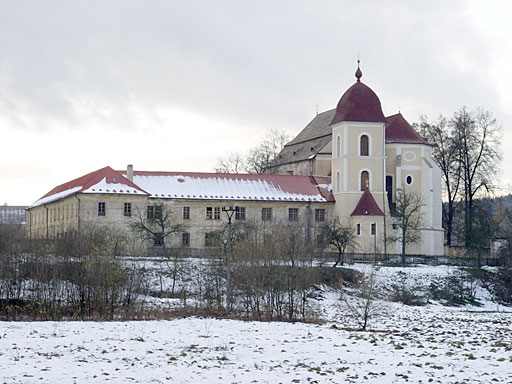
Klášter
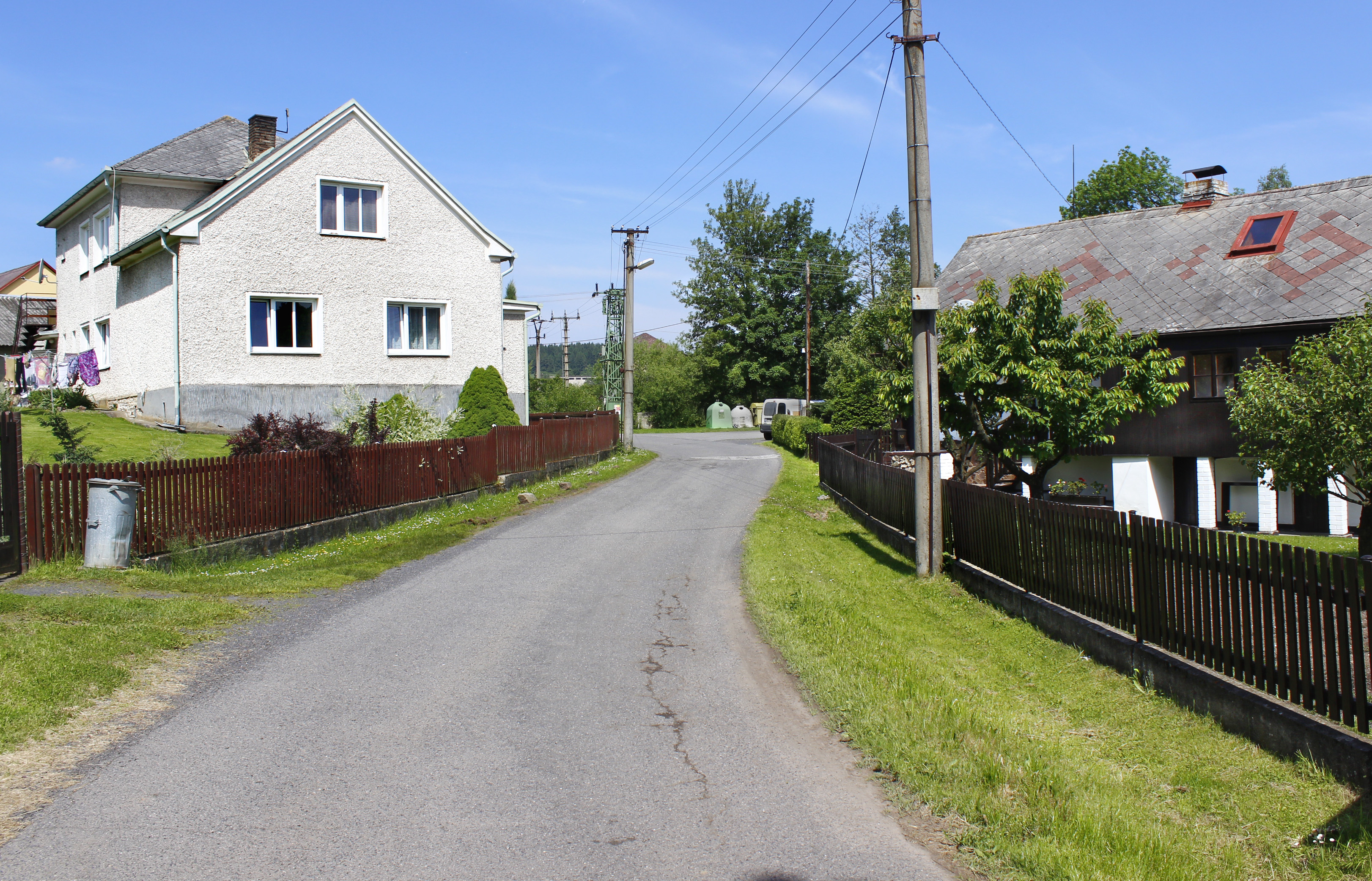
Novější zástavba vesnice